# Заговор в Минас-Жерайсе
Заговор в Минас-Жерайсе (порт. Conjuração Mineira) или Инконфиденсия Минейра («Заговор инконфидентов», порт. Inconfidência Mineira; буквально — «неверность») — заговор в бразильском капитанстве Минас-Жерайс в 1789 году, направленный против колониального господства Португалии и положивший начало борьбе за независимость Бразилии.

## Подготовка заговора

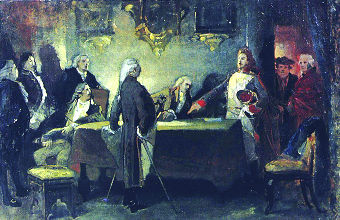
Встреча заговорщиков. Картина Педру Америку.

Организация заговора в Минас-Жерайсе началась в конце 1788 года обществом инконфидентов, членами которого были 34 человека, в основном патриотически настроенные представители интеллигенции, военные, священнослужители, торговцы.
Сначала главной целью заговора была ликвидация грабительских колониальных налогов, затем были выдвинуты требования отмены монополий, введение свободы торговли, защиты местной промышленности. В итоге, программа общества стала предполагать провозглашение Бразилии независимой республикой, отмену сословий и привилегий, распространение просвещения. Наиболее радикальная часть общества настаивала также на освобождении рабов, однако многие заговорщики сами были владельцами рабов, потому единого мнения на этот счёт у инконфидентов не было.

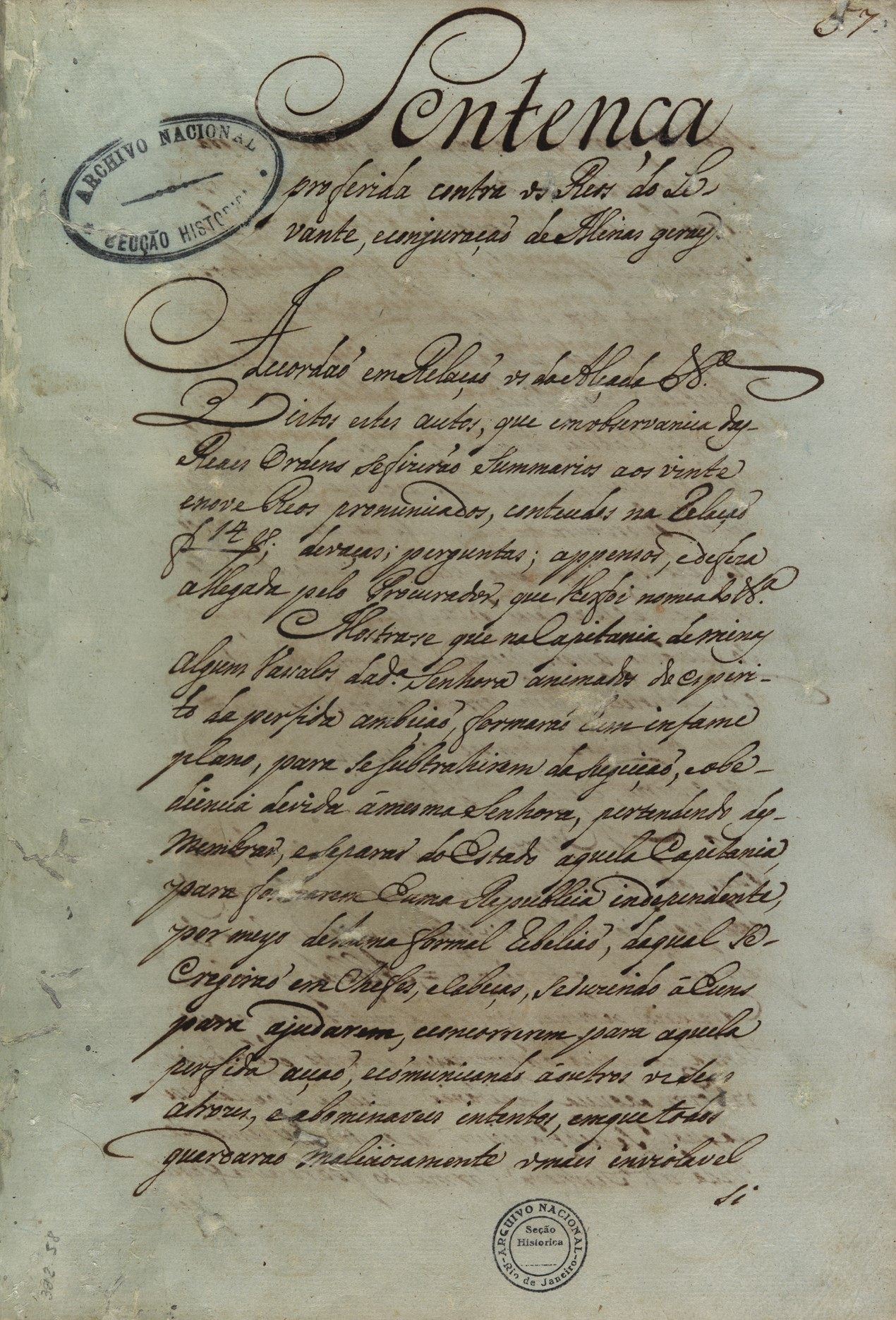
Решение вынесено против подсудимых 1792 года.

Во главе заговора встал прапорщик Жуакин Жозе да Силва Шавьер по прозвищу Тирадентис. Другими видными участниками были поэты Клаудиу Мануэл да Кошта, Томас Антониу Гонзага и Инасью Пейшоту, а также викарий Карлус Коррея ди Толеду и подполковник Франсиску ди Паула Фрейри ди Андради.
Заговорщиками был создан план вооружённого антипортугальского восстания, приуроченного ко дню сбора недоимок, и даже разработаны первые законы нового, республиканского правительства.

## Раскрытие заговора

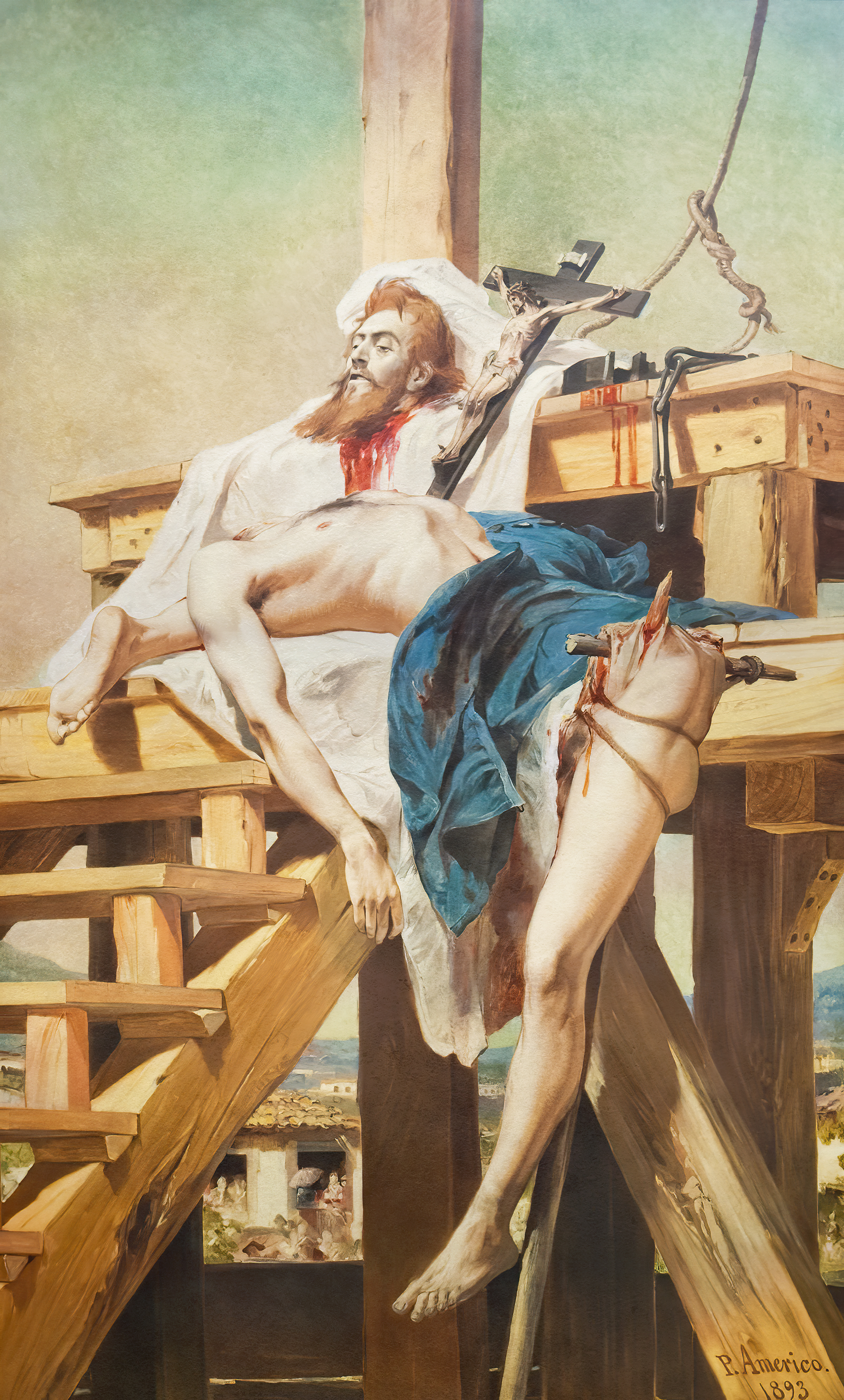
Расчленённый Тирадентис. Картина Педру Америку.

Однако заговорщики не успели претворить восстание в жизнь: в мае 1789 года трое участников заговора, в числе которых был полковник Жуакин Силвериу дус Рейс, выдали планы инконфидентов властям. Все заговорщики были арестованы.
Судебное дело в отношении членов общества инконфидентов длилось почти три года. В итоге, 18 апреля 1792 года суд приговорил двенадцать участников заговора к смертной казни. Однако на следующий день одиннадцать из них (за исключением Тирадентиса, который взял всю вину за организацию заговора на себя) были помилованы и сосланы в Африку.
21 апреля Тирадентис был повешен в Рио-де-Жанейро, а тело его было расчленено.

## Галерея

Флаг инконфидентов.
Флаг Минас-Жерайса.

Флаг инконфидентов представлял собой белое полотнище с зелёным треугольником в центре. Фраза, изображённая на нём — Libertas quæ sera tamen — в переводе с латыни означает: «Свобода, пусть даже и не сразу». Треугольник являлся олицетворением Святой Троицы, а также трёх идеалов Французской революции: свободу, равенство, братство.
Этот флаг задумывался инконфидентами как флаг национального движения за независимость Бразилии, но позже (с небольшими изменениями) стал флагом штата Минас-Жерайс.